# 圣托马斯 (奇里基省)
圣托马斯是巴拿马奇里基省阿兰赫区的一个城市。 该市面积为45.1平方（17.4平方英里），2010年时人口为1,259，故其人口密度为27.9名居民每平方（72名居民每平方英里）。 1990年时人口为721，2000年时人口为840。